# James Browning Allen

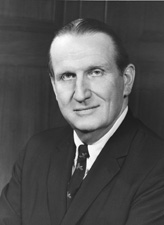
James Allen

James Browning Allen (* 28. Dezember 1912 in Gadsden, Alabama; † 1. Juni 1978 in Gulf Shores, Alabama) war ein demokratischer Senator der Vereinigten Staaten aus dem Bundesstaat Alabama.

## Biografie
Nach dem Besuch der University of Alabama und der Ausbildung zum Richter arbeitete Allen zwischen 1935 und 1968 als Staatsanwalt in seiner Heimatstadt Gadsden. Bereits ab 1935 gehörte er dem Repräsentantenhaus von Alabama an, unterbrach jedoch 1942 all seine Verpflichtungen, um als Mitglied der United States Navy Reserve seinen Dienst im Zweiten Weltkrieg zu tun. Nach seiner Rückkehr in die Vereinigten Staaten 1946 war Allen bis 1950 im Senat von Alabama, ehe er 1951 zum Vizegouverneur ernannt wurde. Seine erste Legislaturperiode endete 1955. Acht Jahre später wurde Allen erneut zum Vizegouverneur bestellt und fungierte bis 1967 in dieser Position.
Im Jahr 1968 wurde Allen zum Senator 3rd Class gewählt und zog als Mitglied der Demokraten am 5. November 1969 in den Kongress ein. Seine Wahl wurde 1974 erneut bekräftigt. Im Lauf seiner Amtszeit war Allen ein konservativer Demokrat, der ein aktiver Gegner der Torrijos-Carter-Verträge war.
Nach seinem plötzlichen Tod im Alter von 66 Jahren wurde seine Frau Maryon zu seiner Nachfolgerin im Senat bestimmt. Er liegt in Gadsden begraben.